# Synodontis flavitaeniatus
Synodontis flavitaeniatus is een straalvinnige vissensoort uit de familie van de baardmeervallen (Mochokidae). De wetenschappelijke naam van de soort is voor het eerst geldig gepubliceerd in 1919 door Boulenger.

## Verspreiding en leefgebied
Deze soort komt voor in de rivieren bezuiden de Sahara.